# Eugene G. Rochow

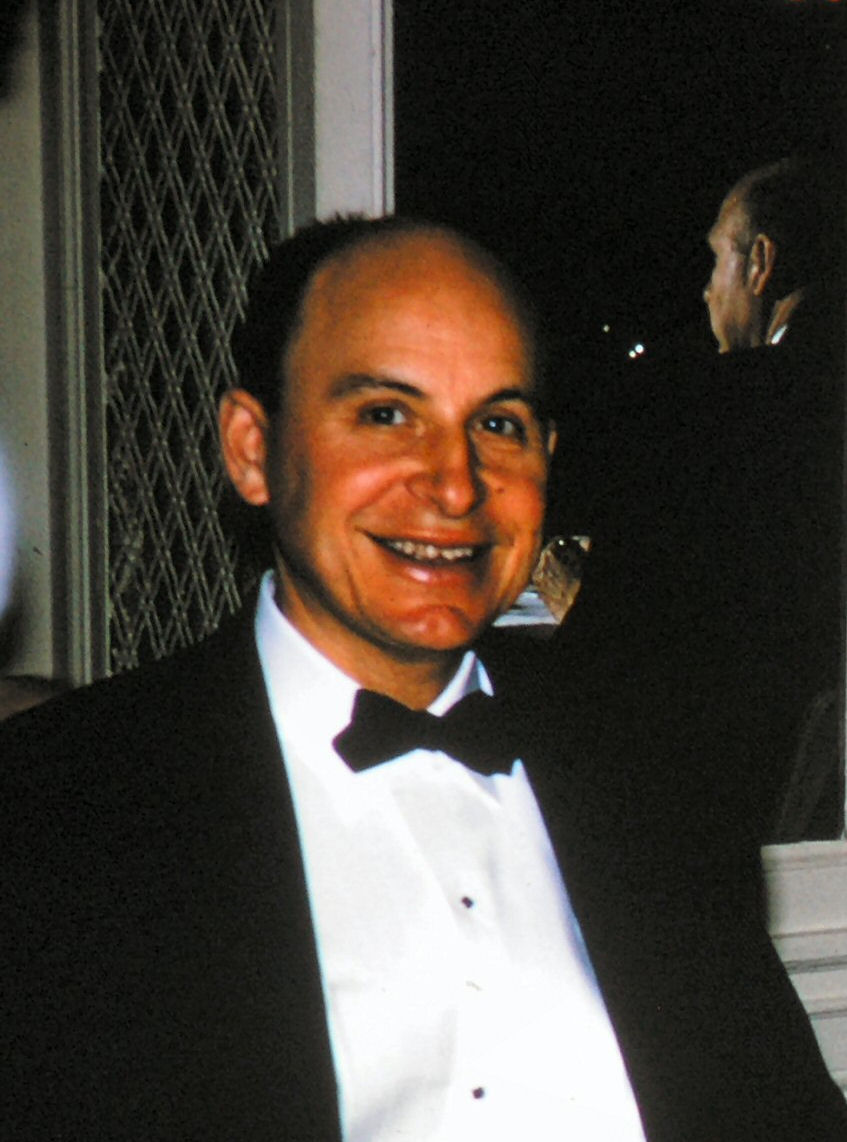
Eugene G. Rochow, ACS Meeting Detroit, 1965

Eugene George Rochow (Newark (New Jersey), 4 oktober 1909 – Fort Myers, 21 maart 2002) was een Amerikaans chemicus.

## Loopbaan
Rochow studeerde aan de Cornell-universiteit, waar hij in 1935 doctoreerde. Hij ging later werken bij de Hotpoint Company, een onderdeel van de General Electric Company. Daar werkte hij aan organosiliciumverbindingen en ontwikkelde in 1940 de naar hem genoemde Rochow-synthese voor de productie van organochloorsilanen, die hij nadien octrooieerde. Onafhankelijk van Rochow vond Richard Müller in Duitsland in 1941 dezelfde methode ook uit; vandaar dat ze ook de Müller-Rochowsynthese wordt genoemd. Een andere naam voor hetzelfde proces is het direct process.
De Rochow-synthese bestaat uit de reactie van silicium met methylchloride, met gebruik van koper of een koperoxide als katalysator. In zijn oorspronkelijke vorm gebeurt de synthese door poedervormig silicium te vermengen met de koperkatalysator, of een poedervormige legering van silicium en koper te maken, en er gasvormig methylchloride doorheen te sturen bij hoge temperaturen (ca. 300 °C). De gereageerde gassen worden gekoeld en gecondenseerd, en bestaan uit een mengsel van methylchloorsilanen (monochloortrimethylsilaan, dichloordimethylsilaan, trichloormethylsilaan) en andere reactieproducten (tetramethylsilaan, en hoger kokende methylchloordisilanen). Trichloormethylsilaan en dichloordimethylsilaan zijn de voornaamste producten. Rochow ontwikkelde samen met Charles E. Reed een wervelbedreactorsysteem voor deze synthese, en hij stelde zink voor als promotor om de reactie te versnellen en de opbrengst te verhogen van dichloordimethylsilaan, dat commercieel het meest gebruikt wordt; het wordt onder meer gebruikt voor de productie van siliconen waaronder polydimethylsiloxaan.
Later werd hij overgeplaatst naar Richland (Washington), waar hij onderzoek deed naar kernsplijting als energiebron. Als Quaker wilde hij echter niet meewerken aan militair onderzoek naar atoomaandrijving van marineschepen, en hij verliet in 1948 General Electric. Hij was daarna tot 1970 professor aan de Harvard-universiteit.
Hij ontving de Perkin Medal van de Amerikaanse tak van de Society of Chemical Industry in 1962 en de Alfred Stock-medaille van de Gesellschaft Deutscher Chemiker in 1983.